# Planeta karłowata

Porównanie rozmiarów i barw największych obiektów krążących poza orbitą Neptuna; tylko cztery pierwsze są obecnie zaliczane do planet karłowatych przez IAU.

Planeta karłowata – rodzaj obiektu astronomicznego, pośredni między planetami a małymi ciałami niebieskimi. Planety karłowate, wbrew nazwie, nie zaliczają się do planet.
Planetą karłowatą jest obiekt, który:
- znajduje się na orbicie wokół Słońca,
- ma masę wystarczającą, by własną grawitacją pokonać siły ciała sztywnego tak, aby wytworzyć kształt odpowiadający równowadze hydrostatycznej (prawie kulisty),
- nie oczyścił sąsiedztwa swojej orbity z innych względnie dużych obiektów,
- nie jest satelitą planety lub innego obiektu niegwiazdowego.

## Terminologia
Termin ten został przyjęty przez Zgromadzenie Generalne Międzynarodowej Unii Astronomicznej (IAU) w Pradze 24 sierpnia 2006. Został on zdefiniowany jedynie dla Układu Słonecznego, jednak czasem jest używany również dla obiektów pozasłonecznych.

## Lista planet karłowatych
Jak dotąd za planety karłowate IAU oficjalnie uznała pięć ciał niebieskich:
- Ceres (obiekt z pasa głównego planetoid)
- Pluton (obiekt Pasa Kuipera, jeden z plutonków)
- Haumea (obiekt Pasa Kuipera, obiekt transneptunowy)
- Makemake (obiekt Pasa Kuipera, obiekt transneptunowy)
- Eris (obiekt dysku rozproszonego)

Spośród nich jedynie Ceres krąży w pasie planetoid między orbitami Marsa i Jowisza. Pozostałe krążą poza orbitą Neptuna; do określenia tej grupy używany jest także termin plutoidy.
| Nazwa    | Zdjęcie | H [mag] | Średnica [km] | Masa [kg]                 | Półoś wielka [au] | Okres orbitalny [lata] | Inklinacja [°] | Mimośród | Księżyce |
| -------- | ------- | ------- | ------------- | ------------------------- | ----------------- | ---------------------- | -------------- | -------- | -------- |
| Ceres    |         | 3,34    | 939,4         | 9,4 ×1020                 | 2,766             | 4,60                   | 10,59          | 0,0794   | 0        |
| Pluton   |         | -0,52   | 2375          | 1,303 ×1022 (1,457 ×1022) | 39,59             | 249                    | 17,15          | 0,2518   | 5        |
| Haumea   |         | 0,15    | ~1595         | 4,0 ×1021                 | 42,96             | 282                    | 28,21          | 0,1970   | 2        |
| Makemake |         | -0,24   | ~1430         | ~3,1 ×1021                | 45,45             | 306                    | 29,03          | 0,1619   | 1        |
| Eris     |         | -1,25   | 2326          | 1,66 ×1022                | 68,05             | 561                    | 43,82          | 0,4357   | 1        |

## Potencjalne planety karłowate
Najprawdopodobniej w ciągu najbliższych lat do grona planet karłowatych zostaną zaliczone kolejne ciała. Obecnie znanych jest około 650 obiektów transneptunowych, branych pod uwagę jako możliwe planety karłowate. Nie jest znany ich dokładny kształt, ale na podstawie ich średnic można przypuszczać (opierając się na obserwacji podobnych obiektów), że mają wystarczającą masę, by osiągnąć prawie kulisty kształt. Dla obiektów skalistych minimalna średnica, przy której ciało osiąga kształt odpowiadający równowadze hydrostatycznej, wynosi ok. 900 km, natomiast dla obiektów składających się w dużej części z lodu ta granica może wynosić 200 – 400 km. Obserwacje spektroskopowe wskazują, że duże planetoidy krążące dalej niż Neptun składają się w znacznej części z lodu.
Poniższa lista obejmuje obiekty transneptunowe o absolutnej wielkości gwiazdowej poniżej 4. Oszacowania dotyczące rozmiaru obiektów są bardzo różne, ale większość z nich może mieć średnicę powyżej 700 km. Najprawdopodobniej spełniają one kryterium równowagi hydrostatycznej.
| Nazwa               | H [mag] | Kategoria                                      | Średnica [km] | Masa [1020 kg] | Półoś wielka [au] | Okres orbitalny [lata] | Księżyce |
| ------------------- | ------- | ---------------------------------------------- | ------------- | -------------- | ----------------- | ---------------------- | -------- |
| Sedna               | 1,49    | obiekt dysku rozproszonego, sednoid            | ~995          | ~9,9           | ~551,9            | ~13 000                | 0        |
| Gonggong            | 1,84    | obiekt w rezonansie orbitalnym 3:10 z Neptunem | ~1535         | 3,5            | 66,94             | 548                    | 1        |
| Orkus               | 2,14    | plutonek                                       | ~910          | 6,41 ± 0,19    | 39,29             | 246                    | 1        |
| Quaoar              | 2,41    | cubewano                                       | ~1111         | 13,9           | 43,16             | 284                    | 1        |
| Chiminigagua        | 3,09    | obiekt dysku rozproszonego                     | ~742          | ?              | 58,78             | 451                    | 1        |
| Aya                 | 3,44    | obiekt transneptunowy                          | ~768          | ?              | 47,22             | 324                    | 0        |
| Gǃkúnǁʼhòmdímà      | 3,45    | obiekt dysku rozproszonego                     | ~638          | ?              | 74,58             | 644                    | 1        |
| Varda               | 3,46    | obiekt transneptunowy                          | ~740          | 2,65 ± 0,04    | 45,55             | 307                    | 1        |
| Iksjon              | 3,47    | plutonek                                       | ~710          | ?              | 39,37             | 247                    | 0        |
| 2014 UZ224          | 3,48    | obiekt dysku rozproszonego                     | ~635          | ?              | ~109,9            | ~1150                  | 0        |
| 2017 OF201          | 3,49    | obiekt dysku rozproszonego                     | ~736          | ?              | ~869              | ~25 600                | 0        |
| (55636) 2002 TX300  | 3,50    | rodzina planetoidy Haumea                      | 286           | ?              | 43,53             | 287                    | 0        |
| 2021 DR15           | 3,61    | obiekt dysku rozproszonego                     | ~716          | ?              | 67,64             | 556                    | 0        |
| Máni                | 3,64    | obiekt transneptunowy                          | ~796          | 6,4            | 41,62             | 269                    | 0        |
| Ritona              | 3,69    | obiekt transneptunowy                          | ~679          | ?              | 41,61             | 268                    | 0        |
| Achlys              | 3,72    | plutonek                                       | ~723          | ?              | 39,59             | 249                    | 1        |
| (303775) 2005 QU182 | 3,75    | obiekt dysku rozproszonego                     | ~416          | ?              | 112,7             | ~1200                  | 0        |
| Waruna              | 3,79    | obiekt transneptunowy                          | ~668          | ?              | 43,14             | 283                    | ?        |
| (589683) 2010 RF43  | 3,82    | obiekt dysku rozproszonego                     | ~650          | ?              | 49,36             | 347                    | 0        |
| (55637) 2002 UX25   | 3,83    | obiekt transneptunowy                          | ~664          | ?              | 43,00             | 282                    | 1        |
| (574372) 2010 JO179 | 3,83    | obiekt dysku rozproszonego                     | ~644          | ?              | 77,77             | 686                    | 0        |
| (523692) 2014 EZ51  | 3,86    | obiekt transneptunowy                          | ~1260         | ?              | 51,85             | 373                    | 0        |
| (84522) 2002 TC302  | 3,92    | obiekt w rezonansie orbitalnym 2:5 z Neptunem  | ~500          | ?              | 55,86             | 418                    | 0        |
| (202421) 2005 UQ513 | 3,92    | obiekt transneptunowy                          | ~498          | ?              | 43,58             | 288                    | 0        |
| 2018 VG18           | 3,94    | obiekt w rezonansie orbitalnym 2:9 z Neptunem  | ~610          | ?              | 82,00             | 743                    | 0        |
| (90568) 2004 GV9    | 3,96    | obiekt transneptunowy                          | ~680          | ?              | 41,77             | 270                    | 0        |
| (523794) 2015 RR245 | 3,98    | obiekt w rezonansie orbitalnym 2:9 z Neptunem  | ~525          | ?              | 82,85             | 754                    | 0        |
| (84922) 2003 VS2    | 3,99    | plutonek                                       | ~524          | ?              | 39,72             | 250                    | 0        |

Status planety karłowatej mogłyby uzyskać ponadto trzy inne planetoidy pasa głównego (Pallas, Westa i Hygiea), o ile udałoby się stwierdzić, że spełniają kryterium równowagi hydrostatycznej. Obserwacje sondy Dawn wykazały jednak, że najmasywniejsza z nich Westa nie jest obecnie w równowadze hydrostatycznej.

## Badania
Pierwsze sondy kosmiczne dotarły w pobliże planet karłowatych w 2015 roku, były to misje amerykańskiej agencji NASA: Dawn i New Horizons. W marcu sonda Dawn weszła na orbitę wokół Ceres, a w lipcu sonda New Horizons przeleciała obok Plutona.